# Константиновка (Симферопольский район)
Константи́новка (укр. Костянтинівка, крымскотат. Konstantinovka, Константиновка) — село в Симферопольском районе Республики Крым, входит в состав Перовского сельского поселения (согласно административно-территориальному делению Украины — Перовского сельского совета Автономной Республики Крым).

## Население
| 2001 | 2014  |
| ---- | ----- |
| 1286 | ↗1354 |

Всеукраинская перепись 2001 года показала следующее распределение по носителям языка
| Язык             | Процент |
| ---------------- | ------- |
| русский          | 75,51   |
| крымскотатарский | 13,92   |
| украинский       | 10,26   |
| другие           | 0,16    |

### Динамика численности
- 1926 год — 565 чел.[10]
- 1989 год — 1211 чел.[11]
- 2001 год — 1286 чел.[12]
- 2001 год — 1340 чел.[13]
- 2014 год — 1354 чел.[14]

## Современное состояние
В Константиновке 15 улиц и 9 переулков, площадь, занимаемая селом, по данным сельсовета на 2009 год, 101,2 гектаров, на которой в 441 дворах числилось 1340 жителей. В селе действуют муниципальное бюджетное общеобразовательное учреждение «Константиновская школа» и детский сад «Ромашка», работает магазин Крымпотребсоюза, село связано автобусным сообщением с Симферополем.

## География
Село Константиновка расположено на юго-западе района, в первом продольном понижении Внутренней гряды Крымских гор, в верховьях ручья Курча, левого притока Салгира, примерно в 15 километрах (по шоссе) к юго-востоку от Симферополя, высота центра села над уровнем моря — 426 м. Соседние сёла: Клиновка в 2 километрах северо-восточнее, и Топольное — в 1 км на юго-западе. Транспортное сообщение осуществляется по региональной автодороге 35-Н-537 (Топольное — Константиновка) (по украинской классификации С-0-11343).

## История
Первое достоверное известие о селе относится к 1922 году, когда оно, как Константиновка, было обозначено на карте Крымского статистического управления, а, согласно Списку населённых пунктов Крымской АССР по Всесоюзной переписи 17 декабря 1926 года, в селе Ново-Константиновка, Саблынского сельсовета Симферопольского района, числилось 122 двора, все крестьянские, население составляло 565 человек, из них 439 украинцев, 113 русских, 7 греков, 1 немец, 5 записаны в графе «прочие», действовала русская школа. С 25 июня 1946 года Константиновка в составе Крымской области РСФСР, а 26 апреля 1954 года Крымская область была передана из состава РСФСР в состав УССР. Время переименования в просто Константиновку пока не выяснено, известно, что произошло это до 1960 года.
Указом Президиума Верховного Совета УССР «Об укрупнении сельских районов Крымской области», от 30 декабря 1962 года село присоединили к Бахчисарайскому району, а
1 января 1965 года, указом Президиума ВС УССР «О внесении изменений в административное районирование УССР — по Крымской области», включили в состав Симферопольского. Решением облисполкома от 6 августа 1965 года Партизанский сельсовет был упразднён и объединён с Перовским, куда вошло село. По данным переписи 1989 года в селе проживало 1211 человек. С 12 февраля 1991 года село в восстановленной Крымской АССР, 26 февраля 1992 года переименованной в Автономную Республику Крым. С 21 марта 2014 года в составе Крыма аннексирована Россией.